# A pünkösdi-karizmatikus kereszténység kritikája
Ez a cikk a pünkösdi–karizmatikus keresztény mozgalom kritikájával foglalkozik.
A kereszténységen belül a pünkösdi-karizmatikus mozgalom soha nem látott mértékben növekszik, tanításuk beszivárgott minden jelentősebb egyházba és nagy léptékű hatást gyakorol, mivel a televíziós hálózatok a világ minden részére sugározzák őket. A mozgalom hívei úgy vélik, hogy a Szentlélek (Szent Szellem) 1. századi megnyilvánulásai (→ szellemi ajándékok), – mint például a nyelveken szólás, a prófétálás, a gonosz szellemek kiűzésének ajándéka, a gyógyítás és a csodatevő erők működése stb. – a mai keresztények számára is elérhető és meg is kell tapasztalni és gyakorolni ezeket. Ezekben a kritikusok komoly veszélyeket látnak.
A protestáns kritikusok szerint a mozgalom eltávolodott a Bibliától, és bibliaellenes gondolatokat tanít, míg a katolicizmusban szintén jelenlevő mozgalom kritikusai szerint a karizmatikusok eltávolodtak az egyház hagyományaitól és tanításától, és az egyház tekintélyét egy szubjektív módszerrel helyettesítették.

## Áldás, pénz és jólét
A karizmatikus mozgalom és a pünkösdizmus híveinek nagy része úgy gondolja, hogy a keresztény életet jobban megélik, mint más keresztények, és ezen élet eredményeként Isten megáldja és boldoggá teszi őket. Sok karizmatikus úgy gondolja, hogy hitük jobb egészséghez (fizikai, mentális és érzelmi), több pénzhez és világi javakhoz, valamint sokkal boldogabb és örömtelibb életmódhoz vezet.
A jóléti teológia  tanítása az 1950-es években került előtérbe az Egyesült Államokban, bár egyesek az eredetét a 19. században indult New Thought mozgalomhoz kötik. A jóléti tanítás később kiemelkedő szerepet kapott a Hit Szava (Word of Faith) mozgalomban és az 1980-as évek teleevangelizációjában. Az 1990-es és 2000-es években a pünkösdi és karizmatikus mozgalom befolyásos vezetői átvették az Egyesült Államokban, és az egész világon elterjedt.
A kritikusok szerint a karizmatikusok ahelyett, hogy Krisztusra, a kereszt hordozására és önmegtagadásra összpontosítanának, az evilági jólétet és áldást teszik a középpontba. 
Az Újszövetség nem fektet hangsúlyt a vagyonszerzésre, sőt Jézus óva intette követőit attól, hogy gazdagságra törekedjenek.
 "Könnyebb a tevének átmenni a tű fokán, mint a gazdagnak Isten országába bejutni." (Márk 10,25) 
A jóléti teológiát tanító pünkösdi és neokarizmatikus lelkészeket újságírók is kritizálták a hivalkodó életmódjuk miatt (luxuslakások, luxusautók, magánrepülő stb.).

## Lélek-keresztség
A Szentlélek-keresztség  a mozgalom egyik fő tanítása. Azt tanítják, hogy nem elég ha valaki megkeresztelkedik és megtér. Csak a Szentlélekkel való keresztség tesz valakit erős kereszténnyé. A Lélek-keresztséget gyakran hozzák összefüggésbe a lelki (szellemi) ajándékokkal és a keresztény szolgálatra való felkészítéssel.

### Nyelveken szólás
Sok pünkösdi-karizmatikus úgy véli, hogy a nyelveken szólás (glosszolália) a Szentlélek-keresztség közvetlen eredménye, és hogy azok a hívők, akik nem esnek át Isten ezen munkáján, képtelenek megtapasztalni a kereszténység teljességét.
A kritikusok szerint a Biblia nem tanítja, hogy a hívőknek nyelveken kellene szólniuk. A Szentlélek-keresztség lényege: a bűnök lemosása, hogy az egyén Isten gyermekévé válik. A hívő életében a Szentlélek jelenlétének bizonyítéka nem a halandzsa, a nyelveken szólás, hanem az, hogy Krisztusért élnek. Ha a keresztény ember Krisztusért él, akkor János I. levele alapján kevésbé kezdi szeretni a világot és ami azokban van; ez a bizonyíték hogy Isten él az életükben.
Egyesek szerint a mai nyelveken szólást nem a Szentlélek sugallja és nem is az Ördög műve, hanem emberi reakció, amit pszichológiailag is meg lehet magyarázni.

## Az istentisztelet
Az istentiszteletek megnyilvánulásai a pünkösdi és karizmatikus gyülekezetekben általában energikusnak mondhatók, gyakran egy sajátos, modern zene kíséretében; a hívők kezei időnként a magasba emelkednek, tapsolnak, sőt táncolnak. Ezt általában "kortárs istentiszteletnek" nevezik. A „Szentlélek kiáradása” esetén a hívők rázkódnak, vonaglanak, a széken vagy a földre esve rángatóznak, vagy önkívületben nevetnek, rohangálnak, üvöltenek. A Hit Gyülekezete vezetője, Németh Sándor szavai alapján aki ennek ellenáll, az a Szentléleknek áll ellen, azaz őt káromolja, amiről pedig azt mondta Jézus, hogy arra nincs bűnbocsánat.
John F. MacArthur amerikai protestáns lelkész alapján a mozgalom mindig is táptalaja volt a botrányoknak és a rossz doktrínának. Nézete szerint a mozgalom hamisan ábrázolja és gyalázza a Szentlelket, Isten igaz imádatát felcserélik az esztelen eksztázis kaotikus rohamaira, a prédikátorok a bibliai evangéliumot az egészség és a gazdagság hiú illúzióival helyettesítik; miközben azt állítják, hogy Jézus nevében prófétálnak, tévedéseket beszélnek és hamis reményt adnak a hívőknek.
A kritikusok alapján a karizmatikus istentiszteletek hamis érzelmeknek vannak kitéve és a Bibliát félremagyarázzák. Az összejövetelek gyakran tökéletes példái a gyakorlati varázslásnak. A  prédikátorok bár Jézus nevét mondják, tudatlanul olyan varázslók, akik a démonok akár egész karát irányítják.

### A zene és tánc
Az istenfélő zenének áhítatos hangja van. Ezzel szemben a karizmatikusok zenéjében nincs áhítat, csak azt a célt szolgálja, hogy minél több embert vonzzon az összejövetelükre. Ami jellemző rá, az a hangzás világiassága. A keresztény rock és a keresztény metal is a karizmatikus mozgalomból fejlődött ki.
A zenéjük nem a lelket szolgálja, hanem érzéki zene, amely a testnek szolgál, és nem Istent dicsőíti lélekben.
Ferenc pápa szambaiskolának nevezte őket. Később megbecsülését fejezte ki a mozgalom hívei iránt, de figyelmeztette őket:
```
„Folytassátok, de ne szambaiskolaként, hanem mint egyházi mozgalom!”
 
[
16
]
```

### „Jelek” és csodák
Sok karizmatikus hívő mindig természetfeletti, külső jeleket keres, hogy megerősítse hitét, és olyan dolgokat tapasztalnak meg, amelyekről azt gondolják, hogy Istentől vagy a Szentlélektől van.
A kritikusok szerint azonban ördögök bitorolják az egyházat. A hívőknek nem a rendkívülit és a természetfelettit kell keresniük. A kereszténységen kívül más vallási áramlatoknál is előfordulnak csodák, ahol akarattal gyógyítanak vagy materizálnak dolgokat, a hívők transzba esnek, vonaglanak vagy különös hangokat kezdenek adni, amiről azt mondják, hogy az istenség jelenléte vagy üzenete.
A Biblia nyíltan kijelenti, mik a „Lélek gyümölcsei”, amelyek megismertetik az igaz hívőt: szeretet, öröm, békesség, türelem, szívesség, jóság, hűség, szelídség, önmegtartóztatás.

## Apostolság és prófétálás
A mozgalom hiszi, hogy a Róma 12-ben, az 1Kor. 12-14-ben és az Efézus 4-ben felsorolt adományok megmaradnak Krisztus visszajöveteléig. Előszeretettel hivatkoznak az ApCsel 2,17-18-ra. A történelmi egyházaknak azt a véleményét, hogy bizonyos adományok megszűntek, úgy magyarázzák, mint az egyházak kísérletét, hogy halott voltukat és gyümölcstelenségüket elrejtsék.
Az Utolsó Eső (Latter Rain) egy vallási mozgalom volt, amely az 1940-es és 1950-es évektől terjedt az amerikai pünkösdi gyülekezetekben. Intenzív, hetekig tartó böjt és ima után a hívőknek eksztatikus élményeik voltak, és csodák megtörténtéről számoltak be.  A mozgalom vezetői azt tanították, hogy különleges keresztények támadnak, akik természetfeletti erőkkel, elragadtatással, prófétai látomásokkal rendelkeznek. Isten még mindig tudatja az emberekkel akaratát, a prófétálás különleges ajándéka még ma is adatik az egyháznak. Nézetük szerint Isten nem verte bilincsbe az Igéjét.
A kritikusok rámutatnak, hogy az írások nem tanítják, hogy Istenről való ismeretünket a próféták általi új kijelentésekből kell megszereznünk. A Biblia kijelentései már le vannak zárva (kánon). A Szentírásnak az élet minden területéről van mondanivalója és Isten már nem közöl új dolgokat a népével. Az üdvösség dolgait a Biblia tanítja a hívőknek, az egyházkormányzást, vagy a személyes dolgokat illetően pedig az újszövetségi próféták igazítják el őket.
János I. levele így figyelmezteti a hívőket:
 Szeretteim, ne higgyetek minden léleknek, hanem vizsgáljátok meg a lelkeket, hogy azok az Istentől valók-e, mert sok hamis próféta jött el a világba. (1Ján. 4,1) 